# A 22-es csapdája (Lost)
 Az Egyesült Államokban 2007. április 18-án, Magyarországon 2007. június 17-én került bemutatásra.
|  | Alább a cselekmény részletei következnek! |

## Előzmények
Desmond elmeséli Charlie-nak, hogy mi történt vele, amikor elfordította a kulcsot. Amikor Claire-t mentette meg, valójában megakadályozta, hogy Charlie meghaljon. Reggel ha ő nincs ott, Charlie belevetette volna magát a vízbe, és onnan sosem jött volna vissza. Amikor a villám belecsapott a villámhárítóba, valójában Charlie-ba kellett volna csapnia. Desmond közli Charlie-val, hogy hamarosan meg fog halni, mert ő nem tudja folyamatosan megmenteni. Az univerzum kijavítja a hibáit, és nem lehet tenni ellene semmit.

## A folytatás
Az epizód elején Desmond, Hurley, Jin és Charlie sétál a dzsungelen keresztül. Épp a szuperhősökről beszélgetnek, mikor Charlie hirtelen rálép Rousseau csapdái közül az egyikre, és egy nyíl átlövi a torkát. Desmond megpróbál segíteni rajta, de mindhiába, és a fiú meghal a karjaiban. Ezután látunk egy sor villanást – Hurley kiemel egy kábelt a homokból; egy vörös fényt, ami lesújt az égből; Jint, amint tart egy ejtőernyőt a dzsungelben és egy személyt, aki egy sisakot visel és lóg egy fán. Kiderül, hogy Desmond egy újabb látomásában vehettünk részt, amiben Charlie szintén meghal.
Miután visszatér a történet a valósághoz, Desmondot láthatjuk, aki halászik a parton. Körülnéz, és megbizonyosodik róla, hogy Charlie-nak kutya baja. Desmond megközelíti Hurleyt és megkéri őt, hogy vigye el a kábelhez, de Hurley úgy tesz, mintha nem tudna semmiről. Desmond végül ráveszi Hurleyt, hogy sétáljanak egyet, persze nem szól Charlie haláláról, hanem elmondja, hogy valaki a szigetre jön..
Az első visszaemlékezésben Desmond egy monostorban van. A szobájába lép egy pap, és átad Desnek egy csuhát. A pap közli Desmonddal, hogy mostantól közéjük tartozik, mert kibírta a némasági fogadalom rá eső részét.
Des és Hurley első útja a dokihoz vezet. Des megkéri a dokit, hogy adjon neki egy elsősegély-készletet, mert kificamította a bokáját. Jack, a doktor, először szkeptikus, de végül átadja. Hurley azt követeli Desmondtól, hogy mondja el neki, mire készül. Desmond elmondja, hogy több látomást átélt, de nem bírta értelmezni őket, mert nem sorrendben jelentek meg, úgyhogy minden eseménynek pontosan úgy kell történnie, ahogy a látomásban volt. Időközben Sawyer megközelíti Kate-et a sátrában, és arról faggatja, hogy mi történt vele, amíg fogságban volt. Kate elmondja, hogy Jack látta őket a monitorokon keresztül, ahogyan szeretkeztek, tehát Jacknek nem kellett elmesélni a történteket. Sawyer megpróbál flörtölni a lánnyal, de Kate játékosan elutasítja.
Desmond megkéri Hurleyt, beszéljen Jinnel, hogy ő is jöjjön el sétálni, hiszen a látomásban ő is szerepelt csakúgy, mint Charlie. Eközben Des megpróbálja elhívni Charlie-t és ugyanazzal a mesével próbálja rávenni a fiút, mint Hurleyt. Charlie tudni szeretné Desmondtól, hogy mit látott, de Des nem mond el sok információt, de megígéri Charlie-nak, hogy ez alkalommal nem fog meghalni. Végül Charlie is Desmondékkal tart. A csapat fütyörészve sétál a parton. Jin belebotlik a kábelbe, majd ahogy a látomásban, Hurley lenyúl érte és kihúzza a homokból. Desmond felveti, hogy másnap reggelig sátorozzanak le itt. Charlie aggódik az elkövetkező események miatt.
A következő visszatekintésben Des a monostor borospincéjében dolgozik. Felcímkézik az itt készült borokat. Az egyik testvér bekísér egy embert Desmondhoz, és a férfi arcon vágja.
Kate és Jack beszélgetnek az elmúlt napok eseményeiről. Amikor Jack odébb áll, Kate észreveszi, hogy Juliettel tölti az estét és ez rosszul esik neki. Kate ideges lesz, és elmegy Sawyerhez. Kate teljesen kikészült, ezért megcsókolja Sawyert, majd az egész estét együtt töltik. Eközben Jinék az este folyamán kísértettörténeteket mesélnek egymásnak a tábortűznél. Charlie észreveszi, hogy Desmond egy fotót nézeget, amin Desmond és barátnője mosolyognak.
Charlie megkérdezi Desmondtól, hogyan tudott elhagyni valakit, aki ennyire gyönyörű. Desmond azt válaszolja, hogy ő gyáva volt, viszont nem sokra rá hallják egy közeledő helikopter hangját. Miközben azt gondolják, hogy őket jöttek megmenteni, hirtelen észreveszik, hogy a helikopter motorja nem szokásos hangokat ad, és pár pillanat múlva a helikopter becsapódik a vízbe. Jin meglát egy jelzőfényt, ami az égen villan fel, majd leszáll valahol a dzsungelben. Desmond belelkesül, és meg akarja keresni a pilótát, de Charlie ráveszi, hogy várják meg a reggelt. Vonakodva ugyan, de Desmond beleegyezik.
A következő visszatekintésben Desmond felkeresi azt az embert aki behúzott neki. Pontosabban a húgát keresi, de a férfi elzavarja. Ruth kijön, és behívja Desmondot. A lány tudni akarja, miért kereste meg. Kiderül, hogy Des egy héttel az esküvő előtt eltűnt. Desmond azzal magyarázza, hogy gyáva volt belemenni a házasságba. Elment és leitta magát. Amikor magához tért, egy pap állt mellette, és a segítségét ajánlotta fel. Ebben a pillanatban érezte azt, hogy vele kell mennie. Fel kellett áldoznia az életét egy jobb hívásért. A lány kikel magából és leteremti Desmondot, hogy legközelebb ne kolostorban bujkáljon, hanem mondja el őszintén, hogy gyáva ember.
Másnap reggel Desmond, Charlie, Jin és Hurley kimerészkednek a dzsungelbe. Charlie rábukkan egy kicsi hawaii babára, amit először összetévesztettek Rousseau egyik csapdájával. Desmond ekkor felfedez egy hátizsákot, ami egy fán akadt fel Hurley fölött, és sikerül leszedniük. A zsák belsejében találnak egy műholdas telefont, ami elromlott, valamint egy könyvet. Az Ardil-22-t (Catch-22, A 22-es csapdája). A lapjai között Desmond fellel egy fotót. A képen Des és Pen vannak. Ez a fotó tökéletes másolata a Desmond fotójának. Charie szerint Pen az a pilóta, aki lezuhant. Desmond elhiszi, hogy személyesen Pen zuhant le a szigetre és gyorsan meg akarja találni.
Jack és Juliet beszélgetnek a parton, miközben építgetik Juliet sátrát. Sawyer megjelenik és a doktort kihívja egy ping-pong játékra. Ahogy játszanak, Jack megemlíti, hogy ő és Juliet együtt töltötték az estét. Kate az este felkereste. Sawyer megkeresi Kate-et, és átad neki egy Phil Collins-kazettát, melyet Bernardtól kért. Sawyer számon kéri a lányt, hogy az előző este csak kihasználta-e.
A dzsungelben Desmond és Charlie megvitatják, hogy miért kellett eljönniük a túrára. Időközben elered az eső, és Desmond arra kéri a többieket, hogy vegyék fel a lépést.
A következő visszatekintésben Desmond leissza magát a pincében. Campbell testvér nem érti, miért bánkódik, majd közli vele, hogy mostantól nem tagja a közösségnek. Találnia kell egy új úti célt, mely a jelenleginél sokkal nagyobb.
Hurley és Charlie arról vitáznak, hogy ki gyorsabb – Superman vagy Flash. (Desmond egyik látomása történik pillanatnyilag, amit az epizód elején láthatunk.) Desmond nagyon jól tudja, hogy Charlie bármelyik pillanatban meghalhat, mégsem szól neki. Charlie hirtelen rálép Rousseau csapdájára, és egy nyíl Charlie felé halad, de Desmond az utolsó pillanatban földre rántja a fiút. Charlie azonnal megérti, hogy Desmond tudta, hogy ez fog történni. Amikor a csapat szétválik, hogy megleljék a jelzőberendezést Charlie Desmonddal tart. Charlie kiabálni kezd Desmonddal, mert tudni akarja az igazságot a látomással kapcsolatban. Des szerint értelmetlen lett volna előre elmondani mi fog történni, mert folyamatosan változik a látomás újra és újra. Akárhányszor megmenti Charlie-t megjelenik egy újabb. Jin és Hurley eközben felfedezték a jelzőfényt és az ejtőernyőst is, aki fenn akadt egy fán.
A következő visszatekintésben Des bemegy Campbell testvérhez elbúcsúzni. Campbell megkéri Dest, hogy rakodjon meg egy kocsit borokkal, mielőtt elmegy. Des itt találkozik először Penny Widmore-ral. Penny apja az egyik vásárló, aki rendelt ezekből a borokból.
Desmond megmássza a fát és elvágja az ejtőernyőt, lenn pedig Jin, Charlie és Hurley egy hálót feszít ki, hogy a leeső pilótát elkapják. Desmond gyorsan eltávolítja a sisakot, de a sisak alatt nem Penny van, hanem egy ismeretlen nő, aki utolsó pillanatba kimondja Desmond nevét.

## Tények és érdekességek
- Az epizódban Hurley és Charlie azon vitatkoznak, hogy egy futóversenyen Superman vagy Flash lenne a gyorsabb. Ez a kérdés számos képregényben felvetődött már, először 1967 augusztusában, a Superman 199. számában.